# Helfert Nunatak
Helfert Nunatak är en nunatak i Antarktis. Den ligger i Västantarktis. Chile gör anspråk på området. Toppen på Helfert Nunatak är 1 886 meter över havet.
Terrängen runt Helfert Nunatak är platt åt sydväst, men åt nordost är den kuperad. Terrängen runt Helfert Nunatak sluttar norrut.  Trakten är obefolkad. Det finns inga samhällen i närheten.